# Homer A. Ramey

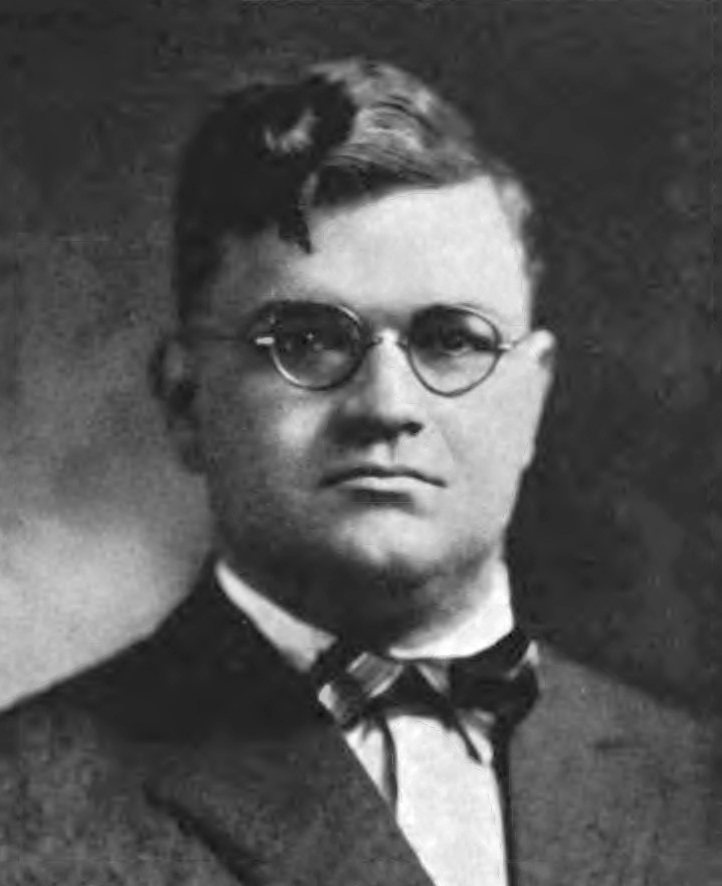
Homer A. Ramey (1921)

Homer Alonzo Ramey (* 2. März 1891 bei Sparta, Morrow County, Ohio; † 13. April 1960 in Toledo, Ohio) war ein US-amerikanischer Politiker. Zwischen 1943 und 1949 vertrat er den Bundesstaat Ohio im US-Repräsentantenhaus.

## Werdegang
Homer Ramey wurde auf einer Farm nahe Sparta geboren. Er besuchte die öffentlichen Schulen seiner Heimat einschließlich der High School. Im Jahr 1913 absolvierte er das Park College in Parkville (Missouri). Nach einem anschließenden Jurastudium an der Ohio Northern University in Ada sowie an der Cincinnati Law School und seiner 1917 erfolgten Zulassung als Rechtsanwalt begann er in der Gemeinde Put-in-Bay in diesem Beruf zu arbeiten. Gleichzeitig schlug er als Mitglied der Republikanischen Partei eine politische Laufbahn ein. Zwischen 1920 und 1924 saß er als Abgeordneter im Repräsentantenhaus von Ohio; von 1925 bis 1926 gehörte er dem Staatssenat an. Von 1926 bis 1943 war er städtischer Richter in Toledo. 1938 kandidierte er noch erfolglos für das US-Repräsentantenhaus.
Bei den Kongresswahlen des Jahres 1942 wurde Ramey dann aber im neunten Wahlbezirk von Ohio in das US-Repräsentantenhaus in Washington, D.C. gewählt, wo er am 3. Januar 1943 die Nachfolge des Demokraten John F. Hunter antrat. Nach zwei Wiederwahlen konnte er bis zum 3. Januar 1949 drei Legislaturperioden im Kongress absolvieren. In diese Zeit fielen unter anderem das Ende des Zweiten Weltkrieges und der Beginn des Kalten Krieges. 1948 wurde Ramey nicht wiedergewählt; zwei Jahre später scheiterte er beim Versuch, erneut in den Kongress gewählt zu werden.
Nach dem Ende seiner Zeit im US-Repräsentantenhaus war Homer Ramey seit 1949 städtischer Richter in Toledo. Dieses Amt bekleidete er bis zu seinem Tod in dieser Stadt am 13. April 1960.